# Yacopí (ort)
Yacopí är en ort i Colombia.   Den ligger i departementet Cundinamarca, i den centrala delen av landet, 100 km norr om huvudstaden Bogotá. Yacopí ligger 1 281 meter över havet och antalet invånare är 3 202.
Terrängen runt Yacopí är huvudsakligen kuperad, men västerut är den bergig. Runt Yacopí är det ganska glesbefolkat, med 25 invånare per kvadratkilometer. Närmaste större samhälle är Quípama, 18,9 km öster om Yacopí. I omgivningarna runt Yacopí växer i huvudsak städsegrön lövskog.